# Kalopolynema ema
Kalopolynema ema is een vliesvleugelig insect uit de familie Mymaridae. De wetenschappelijke naam is voor het eerst geldig gepubliceerd in 1982 door Schauff & Grissell.